# Neoglyphidodon
Neoglyphidodon is een geslacht van straalvinnige vissen uit de familie van rifbaarzen of koraaljuffertjes (Pomacentridae).

## Soorten
De volgende soorten zijn bij het geslacht ingedeeld:
- Neoglyphidodon bonang (Bleeker, 1852)
- Neoglyphidodon carlsoni (Allen, 1975)
- Neoglyphidodon crossi (Allen, 1991)
- Neoglyphidodon melas (Cuvier, 1830)
- Neoglyphidodon nigroris (Cuvier, 1830)
- Neoglyphidodon oxyodon (Bleeker, 1858)
- Neoglyphidodon polyacanthus (Ogilby, 1889)
- Neoglyphidodon thoracotaeniatus (Fowler & Bean, 1928)